# AKASAKI
AKASAKI（2006年7月27日—），日本男性創作歌手。

## 經歷
AKASAKI於16歲開始音樂活動。2023年9月，17歲的他在自己的TikTok上傳了一部自己彈唱自己作的曲的影片，並寫下「請命名這首歌」，開始了創作歌手生涯。他的首個數位單曲於2024年4月24日發行，正式以藝人身份出道。
2024年7月，AKASAKI在TikTok發布歌曲〈Bunny Girl〉的副歌部份，尚未發行就已經引起關注。〈Bunny Girl〉於10月2日正式發行後一炮而紅，於10月9日首次登上Billboard Japan Hot 100 第40位，並在12月5日達到最高的週間第5位，這是他首個播放次數超過1億的歌曲。
2024年11月，發行了上述「請命名這首歌」的歌曲，名為。
將於2025年11月至12月舉辦首次亞洲巡迴「AKASAKI - 1st ASIA TOUR KONNICHIWA」。

## 評價
2024年7月，日本作詞家、音樂製作人石渡淳治在自己的連載雜誌中介紹了AKASAKI的歌曲，並給出好評，例如「雖然有些部分還很粗糙，但是他成熟的歌聲與旋律令人懷疑他是否只有17歲。他的旋律與詞感都很好。」「這是一首歌詞閃閃發光的歌曲，我發現了新的人才，並期待看到他之後的表現。」
2024年10月，〈Bunny Girl〉發行後，安田大馬戲團的クロちゃん在X上發布「我非常喜歡，他只是高中三年級學生，超級有才華。」廣瀨香美也在X上引用AKASAKI的貼文並稱讚這首歌，「這是我最近關注的藝人。AKASAKI的〈Bunny Girl〉之所以觸動我的心，就是因為歌詞之間有間隙。聽起來很愉快。我支持你。」

## 爭議
AKASAKI於2025年4月19日到臺灣參加第20屆KKBOX風雲榜，之後在Instagram設了一個臺灣國旗的精選動態，並曾在直播中脫口「臺灣跟中國還是不一樣的」，於是遭到中國網友不滿，因此被炎上。4月29日，AKASAKI突然拍攝影片道歉：「這次因為我的發文和發言造成不愉快，真的非常抱歉，中國朋友提醒我後，才好好理解到台灣與中國的事，我會深刻反省自己的無知，今後我會努力學習，造成大家困擾真的很抱歉。」並且刪除臺灣國旗的精選動態，於5月前往廣東東莞與北京參見音樂節。

## 作品

### 單曲
2024年
- Bunny Girl

2025年
- Kiss Kiss Kiss

### 專輯
2024年
- AKASAKI 2024

2025年
- Bunny Girl Remix

## 外部連結
- 官方网站
- YouTube上的AKASAKI (18)頻道
- AKASAKI (18)的TikTok
- AKASAKI(18)的X（前Twitter）
- AKASAKI（18）的Instagram帳戶